# Metaphycus dispar
Metaphycus dispar är en stekelart som först beskrevs av Mercet 1925.  Metaphycus dispar ingår i släktet Metaphycus och familjen sköldlussteklar. Inga underarter finns listade i Catalogue of Life.